# Domaine Bang
Pour les articles homonymes, voir Bang.
Le domaine Bang est un grand domaine de l'île de La Réunion, département et région d'outre-mer français dans le sud-ouest de l'océan Indien. Situé sur le territoire communal de Saint-Denis dans le quartier de Domenjod, il est inscrit à l'inventaire supplémentaire des Monuments historiques depuis le 8 novembre 1991,.